# کندوجار
کندوجار (به انگلیسی: Kendujhar) یک منطقهٔ مسکونی در هند است که در بخش کندوجار واقع شده‌است. کندوجار ۹۶٫۴ کیلومتر مربع مساحت و ۵۷٬۲۳۲ نفر جمعیت دارد و ۵۹۶ متر بالاتر از سطح دریا واقع شده‌است.